# آرثر كوكس
آرثر كوكس (بالإنجليزية: Arthur Cox)‏، من مواليد 17 ديسمبر 1939، مدرب كرة قدم إنجليزي سابق. لم يكن قادرًا على أن يصبح لاعب كرة قدم محترفًا حيث كسرت ساقه أثناء لعبه في مباراة احتياطية نادي كوفنتري سيتي. أمضى وقتًا في التدريب في نادي سندرلاند وفي تركيا، قبل أن يحصل على أول منصب إداري له. درب نادي نيوكاسل يونايتد ونادي ديربي كاونتي.

## وصلات خارجية
- آرثر كوكس على موقع Soccerbase.com (مدرب) (الإنجليزية)